# Acrantophis dumerili
La boa de Duméril, Acrantophis dumerili es una especie de serpiente constrictora endémicas de la isla de Madagascar que pertenece a la familia Boidae (boas) y al género Acrantophis, de la subfamilia Sanziniinae. Comparte género con la especie Acrantophis madagascariensis (boa de Madagascar meridional), que junto a esta forman parte de las boas terrícolas de Madagascar. Está catalogada como de preocupación menor, ya que está distribuida geográficamente, es adaptable y no está sujeta a amenazas significativas.

## Etimología
El nombre del griego "akrantos" = inútil o vago, y griego "ophis" = serpiente. Puede haber sido elegido porque la especie se encontró en un estado de poca actividad o sin actividad. La especie lleva el nombre del herpetólogo francés A.M.C. Duméril.

## Distribución geográfica
Esta especie es endémica de Madagascar, donde está muy extendida en el sur y suroeste de la isla, y ocurre desde cerca de Bemaraha en el norte, hasta Morondava y Toliara en la costa oeste y Sainte Luce en la costa este. La extensión de la serpiente se estima en 242 716 km², y se ha informado desde el nivel del mar hasta 1300 m s. n. m.

## Hábitat y ecología
Esta especie habita en bosques secos y perturbados y arbustos espinosos intactos a elevaciones bajas y medias. También se encuentra en entornos de sabana en las tierras altas centrales. Se puede encontrar en hábitats alterados como en los bosques de eucalipto y las aldeas. Por lo general, es terrestre y los especímenes más grandes son catemerales, mientras que los juveniles son en su mayoría nocturnos. Es vivípara y las camadas constan de seis a trece crías. Se alimenta de vertebrados terrestres silvestres y de aves domésticas.

## Amenazas y conservación
Esta especie parece resistir la degradación del bosque y no se han identificado amenazas importantes. La gente local la mata, ya que se considera mala suerte y porque es un predador de las gallinas domésticas.
La boa de Duméril se usa en pequeñas cantidades para el comercio del cuero. También es utilizada como alimento por las comunidades chinas. Se recolecta para el comercio internacional de mascotas, pero en un número mucho más reducido que en el pasado. Si bien está incluida en el Apéndice I de la CITES, si se permite algún comercio internacional en el futuro, aún debe haber controles de exportación para esta especie.
Esta especie está en el Apéndice I de CITES y está prohibido todo comercio internacional de animales vivos o partes del cuerpo. Se ha registrado en la mayoría de las áreas protegidas dentro de su rango. Se necesita más información sobre su ecología en la naturaleza, además de una evaluación taxonómica de las poblaciones en el sureste y el norte.